# 프리드리히 요시아스 폰 작센코부르크고타 공작
작센코부르크고타 공작 프리드리히 요시아스(Friedrich Josias Carl Eduard Ernst Kyrill Harald, 1918년 11월 29일 ~ 1998년 1월 23일)는 작센코부르크고타 공작 가문의 수장이었으며, 1954년부터 사망할 때까지 작센코부르크고타 공작의 칭호를 받았다. 그는 빅토리아 여왕의 증손자였다.